# Tegastes elenae
Tegastes elenae is een eenoogkreeftjessoort uit de familie van de Tegastidae. De wetenschappelijke naam van de soort is voor het eerst geldig gepubliceerd in 1963 door Marcus.